# 小菅間粒螺
小菅間粒螺（学名：Viriola kosugei）为左錐螺科雙肋螺屬下的一个种。舊屬異腹足目，今屬高腹足類的翼足類支序。

## 分佈
見於台灣綠島。